# Kasreman (Rembang)
Kasreman is een bestuurslaag in het regentschap Rembang van de provincie Midden-Java, Indonesië. Kasreman telt 2786 inwoners (volkstelling 2010).